# Raberita
La raberita és un mineral de la classe dels sulfurs. Rep el nom en honor del doctor Thomas Raber (b. 1966), un conegut expert en minerals sobre els minerals de Lengenbach des de fa més de 20 anys. Ha analitzat diversos exemplars d'aquest dipòsit i ha publicat molts articles sobre minerals d'allà.

## Característiques
La raberita és una sulfosal de fórmula química Tl₅Ag₄As₆SbS15. Va ser aprovada com a espècie vàlida per l'Associació Mineralògica Internacional l'any 2012. Cristal·litza en el sistema triclínic. La seva duresa a l'escala de Mohs es troba entre 2,5 i 3.
L'exemplar que va servir per a determinar l'espècie, el que es coneix com a material tipus, es troba conservat al Museu de Mineralogia del Departament de Geosciències de la Universitat de Pàdua, a Itàlia, amb el número de catàleg: mmp m11420.

## Formació i jaciments
Va ser descoberta a la pedrera Lengenbach, situada ala localitat de Fäld, a Binn (Valais, Suïssa). Es tracta de l'únic indret de tot el planeta on ha estat descrita aquesta espècie mineral.